# 伝法寺 (松戸市)
傳法寺（でんぽうじ）は、千葉県松戸市にある日蓮宗の寺院。

## 歴史
1604年（慶長9年）、常在院日教によって開山された。現在の市川市の弘法寺の末寺であった。
当寺の本尊は大曼荼羅で、本山の弘法寺第8世住職日感の筆によるものである。
かつて当寺一帯は一面の田園風景で、最寄りの駅（八柱駅）からも2キロメートル以上ある場所であった。ところが武蔵野線の旅客輸送が開始、北総鉄道北総線の開業に伴う東松戸駅の設置により、一転して駅から徒歩1分という至近距離となった。

## 交通アクセス
- 東松戸駅より徒歩1分。